# Erythrus rubriceps
Erythrus rubriceps är en skalbaggsart som beskrevs av Maurice Pic 1916. Erythrus rubriceps ingår i släktet Erythrus och familjen långhorningar. Inga underarter finns listade i Catalogue of Life.